# Викторов, Александр Дмитриевич
Алекса́ндр Дми́триевич Ви́кторов (27 июня 1951, Юрьевец, Ивановская область — 5 сентября 2012, Всеволожск, Ленинградская область) — российский учёный, общественный и политический деятель. Крупный организатор науки и образования, педагог, доктор экономических наук, профессор.

## Биография
Александр Дмитриевич Викторов родился 27 июня 1951 года в г. Юрьевец Ивановской области в семье учителей. Окончив в 1968 г. среднюю школу с серебряной медалью, поступил в Ленинградский электротехнический институт им. В. И. Ульянова (Ленина).
В студенческие годы успешно сочетал учёбу с научной работой на кафедре и активной общественной деятельностью, был командиром студенческих строительных отрядов.
В 1974 г. А. Д. Викторов окончил факультет корабельной электрорадиотехники и автоматики по специальности «Радиотехника» и, по распоряжению ректора ЛЭТИ, чл.-корр. АН СССР А. А. Вавилова, был оставлен на кафедре «Радиооборудование кораблей».
30 лет, включая учёбу, он проработал в ЛЭТИ, где прошёл путь от ассистента до профессора, заведующего кафедрой, проректора по научной работе. В 1981 г. успешно защитил кандидатскую, а в 1998 г. докторскую диссертацию по актуальным вопросам техники, технологий и экономики.
За годы работы в ЛЭТИ А. Д. Викторов стал известным специалистом в области статистических методов обработки сигналов в потоке. Под его руководством был выполнен ряд крупных НИР по разработке систем радиоразведки сложномодулированных сигналов.
В течение 10 лет А. Д. Викторов был проректором по научной работе ЛЭТИ. Понимая важность задачи развития инновационной деятельности и научно-технического предпринимательства, он возглавил работы по созданию в ЛЭТИ одного из первых в стране вузовского технопарка.
Как проректор по научной работе одного из ведущих технических вузов страны А. Д. Викторов пользовался заслуженным авторитетом в вузовском сообществе: входил в состав комиссий и советов ряда министерств РФ; был вице-президентом ассоциации проректоров по научной работе вузов Санкт-Петербурга; являлся сопредседателем рабочей группы по разработке раздела «Наука, образование, инновации» стратегического плана Санкт-Петербурга; на протяжении пяти лет был заместителем председателя Совета по инновационной деятельности при Комитете экономики и промышленности Администрации города.
С 2001 г. по 2008 г. А. Д. Викторов работал в исполнительном органе государственной власти — Правительстве Санкт-Петербурга, где в должности председателя Комитета по науке и высшей школе занимался вопросами разработки и реализации государственной политики Санкт-Петербурга в сфере среднего, высшего профессионального образования, науки и инновационной деятельности. За годы работы на этом столь ответственном посту он внёс значимый вклад в разработку и реализацию региональной научно-технической и образовательной политики высшей школы. А. Д. Викторов являлся одним из ответственных исполнителей по реализации в Санкт-Петербурге приоритетного национального проекта «Образование», направленного на применение в образовательном процессе новых технологий, совершенствование образовательных программ, сохранение и развитие интеллектуального потенциала города, обеспечение конкурентоспособности как петербургского образования, так и выпускников петербургских вузов.
С 2008 года А. Д. Викторов — ректор Санкт-Петербургского государственного университета сервиса и экономики.
А. Д. Викторов — автор более 130 научных работ, в том числе более 10 монографий, авторских свидетельств и патентов.
5 сентября 2012 года Александр Дмитриевич Викторов был убит в возрасте 61 года в результате покушения, совершенного неподалёку от его собственного дома. Похоронен на Серафимовском кладбище (47 уч.).
У него осталось двое детей и пятеро внуков.

Могила Викторова на Серафимовском кладбище Санкт-Петербурга.

## Награды
- 2 медали «За трудовую доблесть» (1974, 1986)
- Почётный работник высшего профессионального образования Российской Федерации
- дважды лауреат Премии Правительства Российской Федерации в области образования (2003, 2008)
- лауреат премии Правительства Санкт-Петербурга за выдающиеся достижения в области высшего и среднего профессионального образования за 2011 год
- 3 Почетных грамоты Губернатора Санкт-Петербурга, 2004, 2006, 2008
- Орден «Звезда Вернадского» I степени, 2010